# Legge Gasparri
La legge 3 maggio 2004, n. 112 (detta anche legge Gasparri dal nome del Ministro delle comunicazioni del Governo Berlusconi II dell'epoca, ovvero Maurizio Gasparri) è una legge delega della Repubblica Italiana, in attuazione della quale fu emanato il testo unico della radiotelevisione, promulgato l'anno successivo.

## Storia
Il testo preliminare (proposta di legge n. 310) fu presentato alla Camera dei deputati da Carla Mazzuca Poggiolini (Dem) il 30 maggio 2001, e fu approvato dalla Camera il 3 aprile 2003 dopo varie aggiunte e modifiche, tra cui una d'iniziativa del ministro delle comunicazioni Maurizio Gasparri. Il testo fu poi approvato dal Senato della Repubblica il 2 dicembre 2003, ma venne rinviato alle Camere dal Presidente Ciampi il successivo 13 dicembre, con messaggio motivato, che ribadiva la necessità di fissare un termine più breve per la regolamentazione del digitale terrestre da parte dell'Autorità per le garanzie nelle comunicazioni fissato dalla sentenza della Corte Costituzionale della Repubblica Italiana del 20 novembre 2002, n. 466 (poiché la previsione iniziale prorogava il termine prima di quanto disposto dall'AGCOM, cioè il 31 dicembre 2003) nonché di apportare modifiche alla base di riferimento per il calcolo dei ricavi, detto Sistema integrato delle Comunicazioni (SIC), che avrebbe potuto consentire a causa della sua dimensione, a chi ne detenga il 20 per cento di disporre di strumenti di comunicazione in misura tale da dar luogo alla formazione di posizioni dominanti, violando così il pluralismo dell'informazione.
Sul primo punto il governo emanò il decreto-legge 24 dicembre 2003, n. 352 - convertito in legge  24 febbraio 2004, n. 43 - oggetto di critiche perché di fatto ignorava una sentenza della Corte costituzionale del 2002 con la quale Rete 4 del gruppo Mediaset avrebbe continuato a trasmettere solo via satellite e Rai 3 non avrebbe più trasmesso pubblicità.  Riguardo al secondo punto, il limite computato del 20% dei ricavi totali risultò essere molto ampio che di fatto nessuno operatore può raggiungerlo, anche se in posizione dominante nel settore televisivo.
Il nuovo testo della legge venne poi approvato in via definitiva il 29 aprile (dopo 130 sedute e la presentazione di 14 000 emendamenti) e promulgato dal Presidente il 3 maggio 2004.

## Contenuto
La legge Gasparri introduce diverse novità:
- il possesso di autorizzazione non comporta l'assegnazione automatica delle radiofrequenze (art. 5);
- differenti titoli abilitativi per lo svolgimento delle attività di operatore di rete o di fornitore di contenuti televisivi o di fornitore di contenuti radiofonici (art. 5);
- limiti al cumulo dei programmi e alla raccolta di risorse economiche (art. 15);
- nuova definizione del "SIC" (Sistema Integrato delle Comunicazioni), che comprende stampa quotidiana e periodica; editoria (...) anche per il tramite di Internet; radio e televisione; cinema; pubblicità comprendente tutti i settori di audiovisivi e l'editoria, prevedendo un ammontare di risorse doppio rispetto al solo settore televisivo, arrivando a circa 24 miliardi di euro, il limite del 20% dei ricavi del SIC corrisponde pertanto a un tetto di circa 4,8 miliardi, contro i 3,6 del limite precedente fissato dalla legge Maccanico (ovvero il 30%);[4]
- i soggetti (che sono quelli previsti dall'art. 1, co. 6, lett. A), num. 5 della legge 31 luglio 1997, n. 249) non possono conseguire, né direttamente, né attraverso soggetti controllati, ricavi superiori al 20% dei ricavi complessivi del sistema integrato delle comunicazioni (tale limite corrisponde a circa 26 miliardi di euro, e sostituisce il limite del 30% della l. Maccanico, il quale però corrispondeva a 12 miliardi);
- lo switch-off dell'analogico (passaggio al digitale terrestre) va realizzato entro il 31 dicembre 2006 (art. 23).

## La procedura d'infrazione della Commissione europea
La Commissione europea era intervenuta con una procedura d'infrazione nei confronti dell'Italia dove si chiedeva spiegazione sulla legge Gasparri in relazione alle modificazioni del sistema radio-tv, alcune delle quali poi giudicate dalla stessa Commissione incompatibili con il diritto comunitario. Nel luglio 2007 venivano accordati all'Italia due mesi di tempo per correggere i rilievi di problematicità evidenziati dalla Commissione nei confronti della legge Gasparri nella parte relativa al digitale terrestre.
Tale procedura d'infrazione è stata successivamente sospesa in attesa dell'adozione da parte del governo della Repubblica Italiana di misure atte a garantire il rispetto del diritto comunitario. Il 31 gennaio del 2008, la Corte Europea di Giustizia emana una sentenza definitiva, che dichiara che lo status di assegnazione delle frequenze per la trasmissione radiotelevisiva "è contrario al diritto comunitario, non rispetta il principio della libera prestazione dei servizi e non segue criteri di selezione obiettivi, trasparenti, non discriminatori e proporzionati".
Nel 2008 il parlamento italiano inserì all'interno del "decreto milleproroghe di quell'anno", un emendamento alla legge stabilendo che chi ha il diritto di trasmettere continui l'attività "fino all'attuazione del piano di assegnazione delle frequenze Tv in tecnica digitale". Secondo tutte le opposizioni si tratta di una ennesima norma "salva Rete 4". Dopo tali proteste la mozione viene ritirata.
In attesa che il governo italiano ottemperase alle indicazioni della Commissione europea, i membri competenti dell'organo, ovverosia Viviane Reding e Neelie Kroes, decisero di non adottare ulteriori passi formali contro l'Italia. Infine, il 14 maggio 2020, la Commissione europea ha deciso l'archiviazione della procedura.